# Walzenpresse

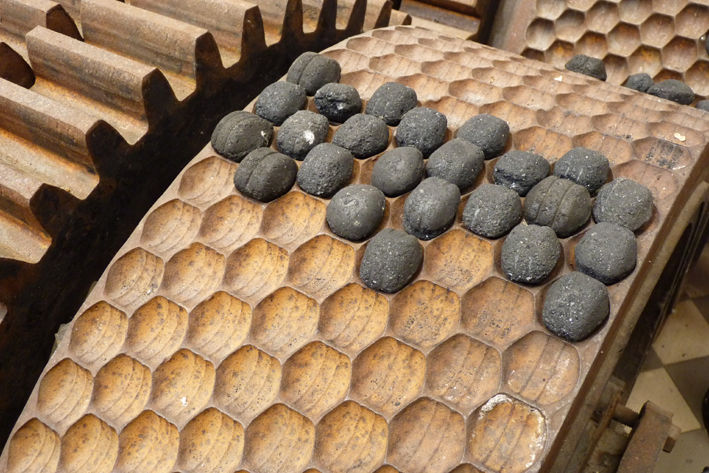
Walzenpresse für Eierkohlen, siehe auch Brikettierpresse

Walzenpresse bezeichnet eine spezielle Art von Pressmaschine, mit zwei gegenläufig drehenden Walzen, in die Formmulden eingebracht sind. 
Mithilfe von Walzenpressen können z. B. aus den Grundstoffen Kohle, Gips oder Düngemittel, welche mit Bindemittel vermischt und durch Schwerkraft und/oder Schneckenwellen zwischen die Walzen gebracht werden, Briketts von 2 cm² bis weit über 200 cm² gepresst werden.